# Gare d'Alès
La gare d'Alès, aussi appelée gare d'Alès en Cévennes, est une gare ferroviaire française de la ligne de Saint-Germain-des-Fossés à Nîmes-Courbessac (également appelée ligne des Cévennes), située à proximité du centre-ville d'Alès, sous-préfecture du département du Gard, en Occitanie.
Elle est mise en service en 1840 par la Compagnie des mines de la Grand'Combe et des chemins de fer du Gard.
C'est une gare de la Société nationale des chemins de fer français (SNCF), desservie des trains TER Occitanie.

## Situation ferroviaire
Établie à 138 mètres d'altitude, la gare d'Alès est située au point kilométrique (PK) 674,129 de la ligne de Saint-Germain-des-Fossés à Nîmes-Courbessac, entre les gares ouvertes de Grand'Combe-La Pise et de Boucoiran. La gare comporte quatre quais : le quai 1 mesure 344 m, les quais 2 et C (quais centraux) mesurent 269 m, et le quai D 242 m.
C'est une gare de bifurcation avec la ligne du Teil à Alès, mais également la ligne d'Alès à Port-l'Ardoise.

## Histoire
La gare d'Alais figure dans la nomenclature 1911 des gares, stations et haltes de la Compagnie des chemins de fer de Paris à Lyon et à la Méditerranée. Elle porte le no 17 de la ligne de Moret-Veneux-les-Sablons à Nîmes (9e section), le no 18 de la ligne du Teil à Alais, le no 8 de la ligne d'Alais à L'Ardoise, le no 1 de la ligne d'Alais à Montpellier par Sommières. Elle dispose du service complet de la grande vitesse (GV) et de la petite vitesse (PV).
Le service entre les gares d'Alès et de Bessèges est suspendu en 2012.

### Fréquentation
En 2020, selon les estimations de la SNCF, la fréquentation annuelle de la gare était de 307 874 voyageurs.
L'évolution de la fréquentation de la gare est présentée dans le tableau ci-dessous.
| Année                      | 2015    | 2016    | 2017    | 2018    | 2019    | 2020    | 2021    | 2022    | 2023    |
| -------------------------- | ------- | ------- | ------- | ------- | ------- | ------- | ------- | ------- | ------- |
| Voyageurs seuls            | 418 810 | 441 259 | 461 106 | 417 520 | 433 827 | 307 874 | 397 673 | 512 188 | 575 865 |
| Voyageurs et non voyageurs | 523 513 | 551 574 | 576 382 | 521 900 | 542 284 | 384 842 | 497 091 | 640 235 | 719 832 |

## Service des voyageurs

### Accueil
Gare SNCF, elle dispose d'un bâtiment voyageurs, avec guichet, ouvert tous les jours. Elle est équipée d'automates pour l'achat de titres de transport.

### Desserte
Alès est desservie par des trains TER Occitanie, qui effectuent des missions entre les gares de Clermont-Ferrand ou de La Bastide - Saint-Laurent-les-Bains et de Nîmes ou de Montpellier-Saint-Roch ; de Langogne et d'Alès ; de Génolhac et de Nîmes ; de Mende et Alès ou Nîmes.

### Intermodalité
Un abri pour les vélos et un parking sont aménagés à ses abords.
La gare est desservie par des bus du réseau urbain Ales'y, et par des autocars des lignes 113, 114, 115 et 142 du réseau régional liO.

## Au cinéma
Le quai jouxtant le bâtiment voyageurs (en présence d'une rame X 73500) a été utilisé pour le tournage du film Suzanne, réalisé par Katell Quillévéré.

## Service des marchandises
Cette gare est ouverte au service du fret. Elle comporte une installation terminale embranchée et des voies de service, la rendant ouverte au service infrastructures de la SNCF.